# Komenda Rejonu Uzupełnień Wadowice

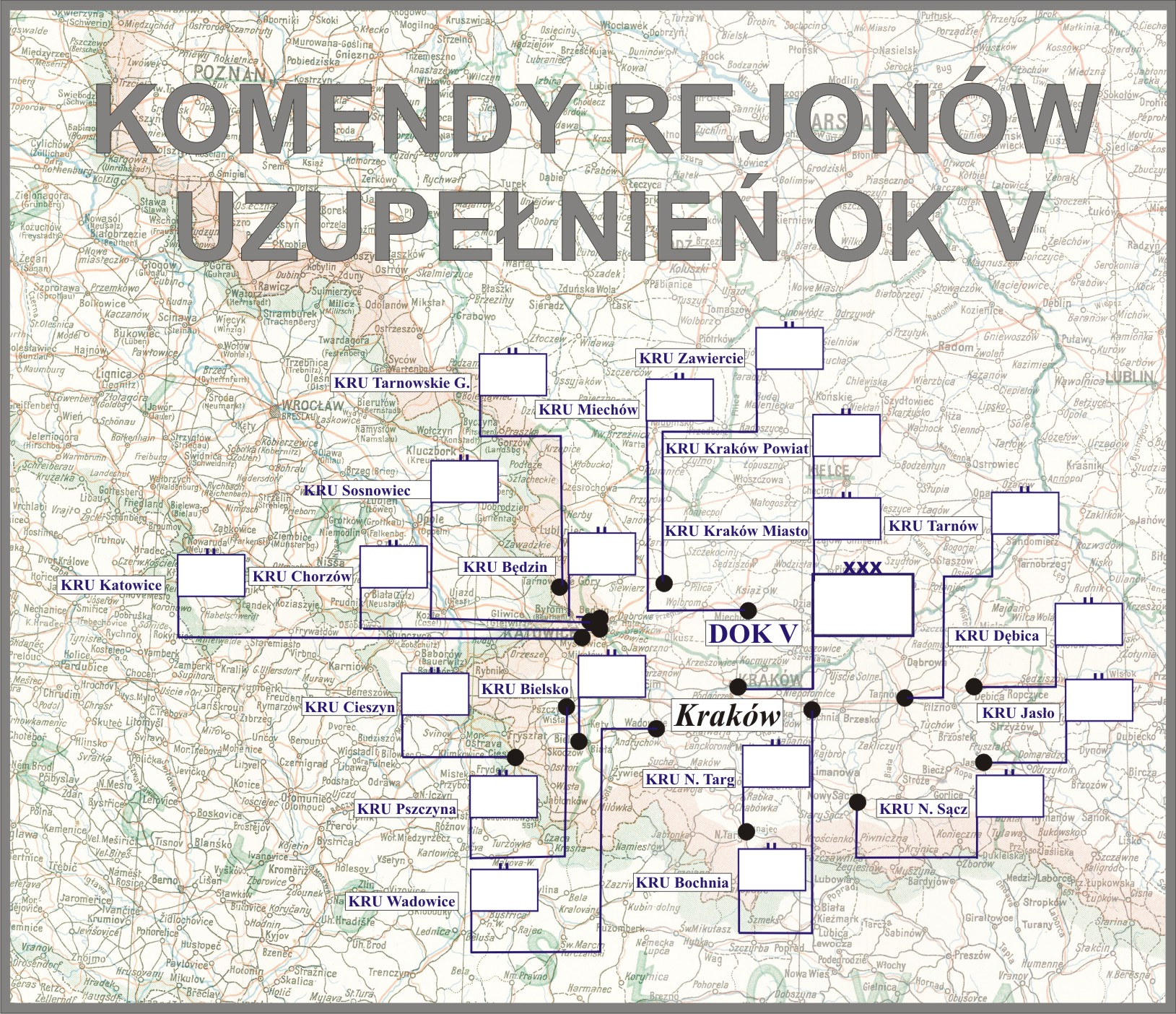
Komendy rejonów uzupełnień OK V

Komenda Rejonu Uzupełnień Wadowice (KRU Wadowice) – organ wojskowy właściwy w sprawach uzupełnień Sił Zbrojnych II Rzeczypospolitej i administracji rezerw w powierzonym mu rejonie.

## Formowanie i zmiany organizacyjne
27 grudnia 1918 roku kierownik Ministerstwa Spraw Wojskowych ustanowił XX Powiatową Komendę Uzupełnień w Wadowicach obejmującą powiaty: wadowicki, chrzanowski, oświęcimski, żywiecki, bialski i bielski. XX PKU znajdowała się na terenie Okręgu Generalnego „Kraków” i podlegała Okręgowej Komendzie Uzupełnień w Krakowie.
Komenda, jako władza zaciągowa pierwszej instancji realizowała zadania i wykonywała obowiązki wynikające z Tymczasowej ustawy o powszechnym obowiązku służby wojskowej, która weszła w życie 29 października 1918 roku. Ponadto komenda przejęła zadania dotychczasowych Głównych Urzędów Zaciągu do Wojska Polskiego w zakresie: przyjmowania zgłoszeń ochotników do wojska i agitacji werbunkowej, przyjmowanie podań o przyjęcie do wojska wnoszonych przez oficerów i żołnierzy byłych I, II i III Korpusów Polskich w Rosji oraz armii austriackiej, rosyjskiej i niemieckiej, przyjmowanie podań o przyjęcie do szkół podoficerskich i szkół podchorążych, a także przyjmowanie podań o przyjęcie na kursy żandarmerii.
Organami pomocniczymi i wykonawczymi PKU byli oficerowie ewidencyjni. Wspomniani oficerowie realizowali zadania PKU w powierzonym im powiecie. Każdy oficer ewidencyjny miał do pomocy jednego pisarza i jednego szeregowego (ordynansa kancelaryjnego).
27 marca 1919 roku minister spraw wojskowych wyłączył powiat bielski z XX PKU Wadowice i włączył do XVII PKU Cieszyn z wyłączeniem autonomicznej gminy Bielsko (miasto Bielsko), która pozostała w podporządkowaniu XX PKU Wadowice.
10 czerwca 1919 roku minister spraw wojskowych dla przeprowadzenia prac związanych z likwidacją PKU Cieszyn oraz dla dalszego prowadzenia zaciągu ochotniczego ustanowił czasowo urząd Oficera Ewidencyjnego w Cieszynie, podległego PKU Wadowice. Na stanowisko oficera ewidencyjnego w Cieszynie został wyznaczony urzędnik ewidencyjny w randze porucznika Krzysztof Lukas.
Z dniem 1 czerwca 1922 roku została zlikwidowana gospoda inwalidzka przy PKU Wadowice.
W marcu 1930 roku PKU Wadowice nadal podlegała Dowództwu Okręgu Korpusu Nr V i administrowała powiatami: wadowickim, chrzanowskim i oświęcimskim. W grudniu tego roku posiadała skład osobowy typ II.
Z dniem 1 kwietnia 1932 roku został zniesiony powiat oświęcimski.
1 lipca 1938 roku weszła w życie nowa organizacja służby uzupełnień, zgodnie z którą dotychczasowa PKU Wadowice została przemianowana na Komendę Rejonu Uzupełnień Wadowice przy czym nazwa ta zaczęła obowiązywać 1 września 1938 roku, z chwilą wejścia w życie ustawy z dnia 9 kwietnia 1938 roku o powszechnym obowiązku wojskowym. Obok wspomnianej ustawy i rozporządzeń wykonawczych do niej, działalność KRU (…) normowały przepisy służbowe MSWojsk. D.D.O. L. 500/Org. Tjn. Organizacja służby uzupełnień na stopie pokojowej z 13 czerwca 1938 roku. Zgodnie z tymi przepisami komenda rejonu uzupełnień była organem wykonawczym służby uzupełnień .
Komendant rejonu uzupełnień w sprawach dotyczących uzupełnień Sił Zbrojnych i administracji rezerw podlegał bezpośrednio dowódcy Okręgu Korpusu Nr V, który był okręgowym organem kierowniczym służby uzupełnień. Rejon uzupełnień nie uległ zmianie i nadal obejmował powiaty: wadowicki i chrzanowski.

## Obsada personalna
Poniżej przedstawiono wykaz oficerów zajmujących stanowisko komendanta Powiatowej Komendy Uzupełnień i komendanta rejonu uzupełnień oraz wykaz osób funkcyjnych (oficerów i urzędników wojskowych) pełniących służbę w PKU i KRU Wadowice, z uwzględnieniem najważniejszych zmian organizacyjnych przeprowadzonych w 1926 i 1938 roku.
| Komendanci                                    | Komendanci              | Komendanci                                |
| --------------------------------------------- | ----------------------- | ----------------------------------------- |
| Stopień, imię i nazwisko                      | Okres pełnienia funkcji | Kolejne stanowisko służbowe (dalsze losy) |
| ppłk Antoni Mikucki                           | od 27 XII 1918          |                                           |
| mjr piech. Józef Ostrowski                    | 1921                    |                                           |
| ppłk / płk piech. Witold I Olszewski          | 1924 – II 1927          | stan spoczynku z dniem 30 IV 1927         |
| ppłk piech. Ludwik Franciszek Trznadel        | V 1927 – XII 1932       |                                           |
| ppłk dypl. piech. Witold Stankiewicz          | XII 1932 – 2 IX 1933    | komendant PKU Piotrków                    |
| ppłk piech. Franciszek Józef Sękara (IX 1933) | 1939                    |                                           |

Obsada personalna XX PKU w Wadowicach 27 grudnia 1918 roku
- komendant – ppłk Antoni Mikucki
- zastępca komendanta – kpt. Aleksander Kurmański
- oficer ewidencyjny w powiecie wadowickim – urzędnik ewidencyjny w randze kapitana Wacław Niejedly
- oficer ewidencyjny w powiecie chrzanowskim – urzędnik ewidencyjny w randze kapitana Emil Jauernik
- oficer ewidencyjny w powiecie oświęcimskim – urzędnik ewidencyjny w randze podporucznika Antoni Hrycykiewicz
- oficer ewidencyjny w powiecie żywieckim – urzędnik ewidencyjny w randze porucznika Władysław Kiciński
- oficer ewidencyjny w powiecie bialskim – urzędnik ewidencyjny w randze porucznika Ignacy Gicała
- oficer ewidencyjny w powiecie bielskim – urzędnik ewidencyjny w randze podporucznika Samuel Weltscher

Obsada pozostałych stanowisk funkcyjnych PKU w latach 1921–1925
- I referent
  - mjr piech. Erwin Pallas (do IV 1924 → PKU Królewska Huta[33])
  - mjr piech. Jan Henryk Służewski (IV 1924[34] – II 1926 → kierownik I referatu)
- II referent – urzędnik wojsk. X rangi / por. kanc. Karol Wojtyła (do II 1926 → kierownik II referatu)
- referent – urzędnik wojsk. X rangi Bolesław Świderski
- referent inwalidzki – urzędnik wojsk. X rangi / por. kanc. Wojciech Drewniak (do II 1926 → referent inwalidzki)
- oficer instrukcyjny
  - por. piech. Jarosław Anastazy Fiuczek (do IV 1924 → 75 pp[35])
  - kpt. piech. Filip Karmański[c] (1924[35] – III 1926[37] → 12 pp)
- oficer ewidencyjny na powiat chrzanowski
  - urzędnik wojskowy XI rangi Antoni Hrycykiewicz (XI 1922[38] – 31 X 1924[39])
  - por. kanc. Tadeusz Łuczko (XII 1924[40] – I 1926 → oficer kancelaryjny Zakładów Amunicyjnych Nr 4[41])
- oficer ewidencyjny na powiat wadowicki – urzędnik wojskowy XI rangi / por. kanc. Stanisław Grabiec (1 IX 1923[42] – II 1926 → referent)
- oficer ewidencyjny na powiat oświęcimski
  - urzędnik wojsk. XI rangi Jan Wójcik (od V 1923[43])
  - por. kanc. Tadeusz Krok (V 1924[44] – V 1925[45] → OE Kossów PKU Łuniniec)
  - por. kanc. Stanisław Synowiec (od 1 VII 1925[46])

Obsada pozostałych stanowisk funkcyjnych PKU w latach 1926–1938
- kierownik I referatu administracji rezerw i zastępca komendanta
  - mjr piech. Jan Henryk Służewski (od II 1926)
  - mjr adm. (san.) Gustaw Antoni Maliński (IV 1928[50] – VI 1930[51] → p.o. komendanta PKU Brześć)
  - kpt. piech. Franciszek Löwy (był w I 1931[52], do X 1933[53] → dyspozycja dowódcy OK V)
  - kpt. piech. Jan Kuzara[d] (X 1933[57] – był w VI 1935)
- kierownik II referatu poborowego
  - por. kanc. Karol Wojtyła (od II 1926)
  - kpt. piech. Bolesław II Kowalski[58] (był w 1932, do VII 1935[59] → dyspozycja dowódcy OK V)
- referent – por. kanc. Stanisław Grabiec (od II 1926)
- referent inwalidzki – por. kanc. Wojciech Drewniak (II 1926 – IV 1929[60][61])

Obsada pozostałych stanowisk funkcyjnych KRU w latach 1938–1939
- kierownik I referatu ewidencji – kpt. piech. Kornel Karol Lerch
- kierownik II referatu uzupełnień – kpt. adm. (piech.) Wincenty Kucharczyk
- praktyka poborowa – mjr piech. Stefan Musiałek-Łowicki